# Лена Філіпссон
Марія Магдалена Філіпсон (нар. 19 січня 1966, Вітленд, Швеція) — шведська поп співачка, була учасницею групи «Jupiters kratrar».

## Біографія
Народилася 19 січня 1966 році в невеликому містечку Вітленд, яке знаходиться в південній частині Швеції.

## Початок кар'єри
У 1982 році Лена взяла участь в шведській версії конкурсу «New Faces». Молода співачка виграла конкурс з власною піснею. В 1984 році розпочалася музична кар'єра з синглу «Boy/You Open My Eyes», а також з участі в шведському музичному конкурсі «Melodifestivalen», переможці цього конкурсу стають учасниками Євробачення.
Лена працювала в Департаменті громадських робіт в Ветланді, але в 1996 році вона зайняла ІІ місце в «Melodifestivalen» зі своєю піснею «Kärleken är evig». Пісня потрапила в шведські чарти і співачка назавжди змінила свою роботу.
В 1987 році співачка випустила пісню «Aquarius» в дуеті з російським композитором Ігорем Ніколаєвим. Альбом «My Name», до складу якого входили такі хіти «Standing In My Rain», «Why», «Leave A Light», став популярним через два роки.
В 1991 Лена Філіпсон записала альбом і поставила шоу про жінку секретного агента «Agent 006». З початку 90 років популярність співачки тільки росла, вона продовжувала випускати альбоми до 1997 року.
На початку 90-х років поп-зірка стала однією з трьох співачок, чиї портрети прикрашали поштові марки: «Roxette» , Джеррі Уільямсом (Jerry Williams) та Лена Філіпсон .

## Участь у «Євробаченні»
Після семи років перериву, в 2004 році Лена Філіпсон повернулася в хіт-паради.
В конкурсі «Melodifestivalen» Лена брала участь четвертий раз, цього разу вона не тільки дійшла до фіналу, але й перемогла, це дозволило 37-літній співачці представляти Швецію на «Євробаченні». Лена Філіпсон на «Євробаченні» виступала з піснею «It Hurts», переведеною англійською мовою. Композитором та автором пісні став Томас Еріксон (Thomas Eriksson). Це була легка танцювальна композиція з мотивами диско.
Лена на сцену вийшла в короткій яскраво-рожевовій сукні та високих чоботах, танцюючи з мікрофоном в манері Стівена Тайлера (Steven Tyler) з «Aerosmith», такий образ жваво обговорювався шведською пресою.
Філіпсон зайняла тільки п'яте місце, поділивши його з Лізою Андреас (Lisa Andreas) з Кіпру, хоча вважалася третьою претенденткою на перемогу.
Альбом «Det gör ont en stund på natten men inget på dan» здобув золотий статус за дев'ять днів після «Євробачення», а пісня «Det gör ont» очолила чарти. Великою популярністю користувалися сингли «Delirium», «Lena Anthem» та «På gatan där jag bor».

## Пік кар'єри
В 2005 році завдяки голосуванню на шведському радіо-шоу «Tracks» Лена стала кращою виконавицею та артисткою року, а пісня «Det gör ont» була оголошена кращою піснею року. В цьому ж році Філіпсон випустила новий альбом «Jag ångrar ingenting», який розкупили за шість днів, було продано більше 30 000 копій альбому. В листопаді вийшла спеціальна програма, яка включала в себе старі та нові пісні, а також інтерв'ю Лени Філіпсон. В січні 2006 року поп-зірка стала ведучою конкурсу «Melodifestivalen». Цю роботу глядачі зустріли негативно, оскільки «Melodifestivalen» — це програма для всієї сім'ї, а Лена дозволяла собі жарти, які розраховані на іншу аудиторію.
На початку 2007 року Філіпсон випустила збірник великих хітів «Lena 20 år». Одночасно з виходом альбому, Лена и Томас Эрикссон, запустили нове шоу «Lena+Orup» в Китайському театрі в Стокгольмі. Шоу отримало схвальні відгуки і від критиків і від публіки, його подивилися близько 113 000 людей.
На початку 2008 року відбулася прем'єра шоу в Гетеборзі, після чого почалися гастролі по містах Швеції. В кінці 2008 року Філіпсон та Еріксон випустили альбом «Dubbel».

## Фільми з Лена Філіпсон
- Тільки раз в житті;
- Бінго Лото;
- Завтрашні новини[4].